# モーメンタムホイール
モーメンタムホイール（英: Momentum wheel）は、フライホイールの一種で、主に宇宙船などの姿勢制御に用いられる。質量が大きく、高速回転（約5000rpm）するのが特徴である。
電動機でローターを回転させ、それとは逆方向に船体の向きを変えさせる。宇宙船の質量のごく一部を構成しており、コンピュータで精密な制御を行う。摩擦による故障を防ぐため、一般に磁気ベアリングで固定されている。3次元の姿勢制御を行うには、少なくとも2台のモーメンタムホイールが必要で、さらに故障時の代替装置も必要になる。
ハッブル宇宙望遠鏡では正確な位置あわせのためにモーメンタムホイールが使われている。
姿勢制御装置としてはスラスター、リアクションホイール、磁気トルカ、コントロール・モーメント・ジャイロ、伸展ブームなどがある。